# بني الجوحي (ريمة)

تعديل مصدري - تعديل

بني الجوحي أو قرية بني الجوحي   هي إحدى قرى عزلة الضبارةالواقعة ضمن مديرية مديرية كسمة التابعة لمحافظة ريمة، بلغ تعداد سكانها (1615) نسمة حسب تعداد اليمن لعام 2004.

## رأس الوادي
- المحل
- ينعد
- لخنة
- الحواضي
- المحدار
- جبة
- المضروح
- الوهدة
- الوطية
- الشجز
- المنخ
- الرفد
- الظهرة
- المصهره

## روابط خارجية
- الدليل الشامــل